# La Sauvetat-du-Dropt
La Sauvetat-du-Dropt es una comuna francesa situada en el departamento de Lot y Garona, en la región de Nueva Aquitania.

## Demografía
| 544 | 541 | 496 | 474 | 463 | 465 | 557 |
| Para los censos de 1962 a 1999 la población legal corresponde a la población sin duplicidades (Fuente: INSEE [Consultar]) |     |     |     |     |     |     |